# 刘杀鬼
刘杀鬼（？—572年4月30日），名通，字杀鬼，以字行，太安郡狄那县（今山西省寿阳县）人，北魏、东魏、北齐官员。

## 生平
刘杀鬼家族世代为领民酋长，年少时以良家子弟的身份响应招募，以积射将军为起家官。普泰元年（531年）二月，高欢在信都起兵，刘杀鬼参与其中，以正都督出任代郡太守，转任中散大夫。武定元年（543年）二月，高仲密献虎牢归附西魏，刘杀鬼作为东魏军前锋前往讨伐，出任河阳镇镇将。武定七年（549年），刘杀鬼升任使持节、梁州诸军事、征虏将军、梁州刺史。武定八年（550年），刘杀鬼又以征虏将军出任颍州刺史。北齐建立后，刘杀鬼升任郢州刺史，封蒙水县子，食干瘿遥县，别封新市县开国男，食邑二百户。刘杀鬼又出任骠骑大将军、仪同三司，很快加开府，出任瀛州六州大都督。武平三年四月三日（572年4月30日），刘杀鬼去世，同年十一月廿三日（572年12月13日）葬于邺城西南廿五里野马岗南。齐后主诏令赠予使持节、安平赵三州诸军事、赵州刺史、中书监。

## 绘画
刘杀鬼是北齐时著名的画家，与杨子华同时代，都受到齐武成帝的看重。刘杀鬼曾经在墙壁上画好斗的鸟雀，齐武成帝见到后以为是真鸟，抚摸后才觉察是画。刘杀鬼经常经常在皇宫中，获得的赏赐之物数目非常多。刘杀鬼在邺城大定寺所画的画，在唐朝贞观年间仍可见。《历代名画记》将刘杀鬼的绘画水平定为下品。

## 墓地和墓志
2007年11月16日，安阳市文物考古研究所在安阳县洪河屯乡上柏树村东南地发现一座北齐武平三年（572年）大型砖室墓。该墓由墓道、甬道和墓室三部分组成。墓道南向，方向195度，呈斜坡状，暴露于地表部分长约5.84米，宽2.1—2.3米。墓门由门、门柱、柱础及门楣组成，下部用青砖人字形垒砌，上部用半砖或整砖填缝。门洞内高2.36米，在1.86米处起券。券顶上部为封门墙，残存有檐、枋及斗棋，并有朱色、白色彩绘的三角纹砖雕。封门墙中有方形砖雕匾额，匾额四周出台并饰朱红色彩画，中间原施有白色彩画，但脱落严重。甬道为过洞式，顶部已被破坏，东西两壁各有一龛，内高1.54米，进深0.35米，顶部用砖一丁一顺垒砌。在甬道北壁处仍有一壁龛，高0.16米，宽0.12米，进深0.34米。壁龛北部有一石门，门柱嵌入甬道左右两壁中，石门两侧下各有一狮子形石柱础，柱础长0.58米，高0.32米。狮子形石门墩，两件形制相同，前部呈狮子状，后部为方形，中间有圆形门柱凹槽。石柱础高1.36米，上置一半圆形石制门额，高0.8米。石门两扇，高1.46米，宽0.62米。甬道与墓室之间用青砖侧立叠放封门，砖因挤压已倾斜，残留四层。墓室由青砖砌筑，四壁略外弧，其中墓室南部和北部长3.96米，中间最宽处长4.64米；西部南北长4.3米，东部南北长4.2米，南北最宽处长4.86米。墓室从墓底往上以二顺一丁结构垒砌而成，共9组，高2.38米。墓砖长约0.36米，宽约0.16米，厚约0.62米，墓室顶部已遭破坏。墓底用青砖平行错缝铺底，计29行，每行10—12块不等。该墓早年被盗，顶部塌陷，部分器物被砸成碎块。主要有墓志1合，陶盘4件，陶碗、陶灶及一大批陶俑，总数在60件以上。最为重要的是一合完整的墓志，青石质。盖盂顶状，四边斜削，中间左右两侧各有两个铁环。墓志方形，边长62厘米。志盖篆书3行，行3字，“齐故开府仪同刘公铭”。墓志石厚约12厘米。志文27行，满行27字，共722字。